# Біг-Айленд (Вірджинія)
Біг-Айленд (англ. Big Island) — переписна місцевість (CDP) в США, в окрузі Бедфорд штату Вірджинія. Населення — 300 осіб (2020).

## Географія
Біг-Айленд розташований за координатами 37°32′8″ пн. ш. 79°21′54″ зх. д. / 37.53556° пн. ш. 79.36500° зх. д. (37.535495, -79.365123).  За даними Бюро перепису населення США в 2010 році переписна місцевість мала площу 2,15 км², з яких 2,13 км² — суходіл та 0,02 км² — водойми.

## Демографія
Згідно з переписом 2010 року, у переписній місцевості мешкали 303 особи в 130 домогосподарствах у складі 93 родин. Густота населення становила 141 особа/км².  Було 153 помешкання (71/км²).
Расовий склад населення:
| - 95,4 % — білих - 4,0 % — чорних або афроамериканців - 0,3 % — корінних американців |

До двох чи більше рас належало 0,3 %. Частка іспаномовних становила 0,3 % від усіх жителів.
За віковим діапазоном населення розподілялося таким чином: 22,4 % — особи молодші 18 років, 58,1 % — особи у віці 18—64 років, 19,5 % — особи у віці 65 років та старші. Медіана віку мешканця становила 41,7 року. На 100 осіб жіночої статі у переписній місцевості припадало 103,4 чоловіків;  на 100 жінок у віці від 18 років та старших — 99,2 чоловіків також старших 18 років.
Середній дохід на одне домашнє господарство  становив 57 198 доларів США (медіана — 58 750), а середній дохід на одну сім'ю — 72 985 доларів (медіана — 68 000). Медіана доходів становила 66 250 доларів для чоловіків та 40 104 долари для жінок. За межею бідності перебувало 2,7 % осіб, у тому числі 0,0 % дітей у віці до 18 років та 7,8 % осіб у віці 65 років та старших.
Цивільне працевлаштоване населення становило 120 осіб. Основні галузі зайнятості: виробництво — 31,7 %, освіта, охорона здоров'я та соціальна допомога — 18,3 %, роздрібна торгівля — 15,8 %.